# Lestoros inca
Lestoros inca e вид дребен бозайник от семейство Ценолестесови (Caenolestidae). Разпространен е във високопланинските области в северната част на Андите, на територията на Перу. Видът живее във влажни и прохладни планински гори в южната част на Перу на височина от 1500 до 4000 m н.в. Тялото е дълго около 9 - 13 cm, опашката е с дълга колкото тялото. Тежат около 25 - 40 g., козината е сива. Раждат около 4 малки, предполага се, че размножителния сезон е в началото на юли. Живеят на земята, активни са през нощта. Хранят се предимно с насекоми, но понякога убиват и новородени на дребни гризачи.